# جوان روس
جوان روس (به انگلیسی: A Russian Youth) فیلمی به نویسندگی و کارگردانی الکساندر زولوتوخین محصول سال ۲۰۱۹ روسیه است.

## داستان
فیلم داستان یک پسر ساده روستایی را روایت می‌کند که با رؤیای ساده‌لوحانه کسب شهرت و مدال، خود را به خط مقدم جبهه‌های جنگ جهانی اول می‌رساند. در اولین نبرد، او بینایی خود را از دست می‌دهد و حالا باید به‌عنوان یک شنونده نقش ایفا کند – او باید با استفاده از یک‌سری ابزارهای بزرگ و فلزیِ قیف‌مانند به دقت به صدای محیط گوش دهد و به محض نزدیک شدن هواپیماهای دشمن، آژیر خطر را به صدا درآورد.

## جشنواره جهانی فیلم فجر
این فیلم در بخش سینمای سعادت (مسابقه بین‌الملل) سی و هفتمین جشنواره جهانی فیلم فجر حضور داشت و سیمرغ زرین بهترین فیلم را برنده شد. این جشنواره از ۲۹ فروردین تا ۶ اردیبهشت ۱۳۹۸ در شهر تهران برگزار شد.